# Qayyūm al-Asmā
Das Qayyūm al-Asmāʾ (arabisch قيوم الأسماء, zu deutsch in etwa: Ewiger der Namen) ist eines der heiligen Bücher des Babismus.

## Hintergrund
Dieses Buch wurde vom Bab, dem Religionsstifter des Babismus, auf Arabisch offenbart und stellt eines seiner wichtigsten Werke dar. Das erste Kapitel des Qayyūm al-Asmāʾ, die Sure Mulk („Herrschaft“), wurde in der Nacht des 23. Mai 1844 in Schiras verfasst, als die Offenbarung des Bab begann.

## Inhalt
Mit diesem Buch erhebt der Bab den Anspruch, der verheißene Prophet Gottes aller vorangegangener Offenbarungen und gleichzeitig Vorbote eines noch größeren Propheten zu sein. In dem Buch kommentiert er die Sure Yusuf des Korans, in der die biblische Josef-Erzählung (1. Buch Mose 37) erklärt wird. Jede der 111 Suren dieser Offenbarungsschrift greift einen Vers aus der Koransure Yusuf auf, die aus 111 Versen besteht. Jede Sure wird mit der klassischen Basmala eröffnet. Hiernach folgt die Wiedergabe des jeweiligen Koranverses, an dem wiederum der Kommentar des Bab anschließt. Jedoch hat sich der Bab die Freiheit genommen dem Text des Korans Dinge hinzufügen und zu entziehen. Vers-Endungen des Korans seien in manchen Fällen vertauscht worden. Die einzelnen Suren des Bab umfassen jeweils 42 Verse. Einige von ihnen beginnen wie im Koran mit geheimnisvollen Buchstaben. Das Werk beginnt mit dem Fanfarenruf des Bab und den schrecklichen Warnungen an die „Schar der Könige und Königssöhne“. Es sagt das Schicksal von Mohammed Schah voraus, befiehlt dem Großwesir Hadschi Mirza Aqasi, seinem Posten zu entsagen, und ermahnt und warnt die gesamte muslimische Geistlichkeit, insbesondere die Mitglieder der Schia-Gemeinde. Er preist die Tugenden Baha'ullahs, des „Erben Gottes“, des „Größten Meisters“, dessen Kommen er verheißt, verkündet in nicht misszuverstehender Sprache die Unabhängigkeit und den allumfassenden Charakter des Babismus, enthüllt ihre Bedeutung und kündet mit Gewissheit den unausweichlichen Sieg ihres Stifters. Es wendet sich weiter an die „Völker des Westens“ und ruft sie auf, „aus ihren Städten herauszukommen und der Sache Gottes beizustehen“, warnt die Völker der Erde vor der „furchtbaren und höchstschmerzlichen Vergeltung Gottes“, droht der ganzen islamischen Welt das „größte Feuer“ an, falls sie sich vom neugeoffenbarten Gesetz abwenden sollte, sagt den Märtyrertod des Bab voraus, rühmt die für das Volk Baha, die „Gefährten der tiefroten rubinfarbenen Arche“ ausersehene hohe Stufe, verheißt das Verblassen und Verlöschen einiger der größten Leuchten am Himmel des Babismus usw. Die Vollendung dieser Offenbarungsschrift dauerte vierzig Tage. Ein Manuskript dieser Schrift befindet sich in der Sammlung des Orientalisten Edward Granville Browne. Der Buchstabe des Lebendigen Mulla Ali Bastami überbrachte das Werk den führenden schiitischen Gelehrten im Irak. Dies führte dazu, dass er in einer Fatwa verurteilt wurde und als erster Märtyrer des Babismus starb. 1844 schickte Mullah Husayn einige Seiten an Mirza Husain-Ali Nuri, der später als Baha'ullah bekannt wurde. Baha'ullah akzeptierte hierdurch sofort den Babismus. Qurrat al-ʿAin übersetzte das Werk vollständig ins Persische. Diese Übersetzung ist leider nicht erhalten geblieben.